# Burgemeester Graaf Leopold Lippens Park

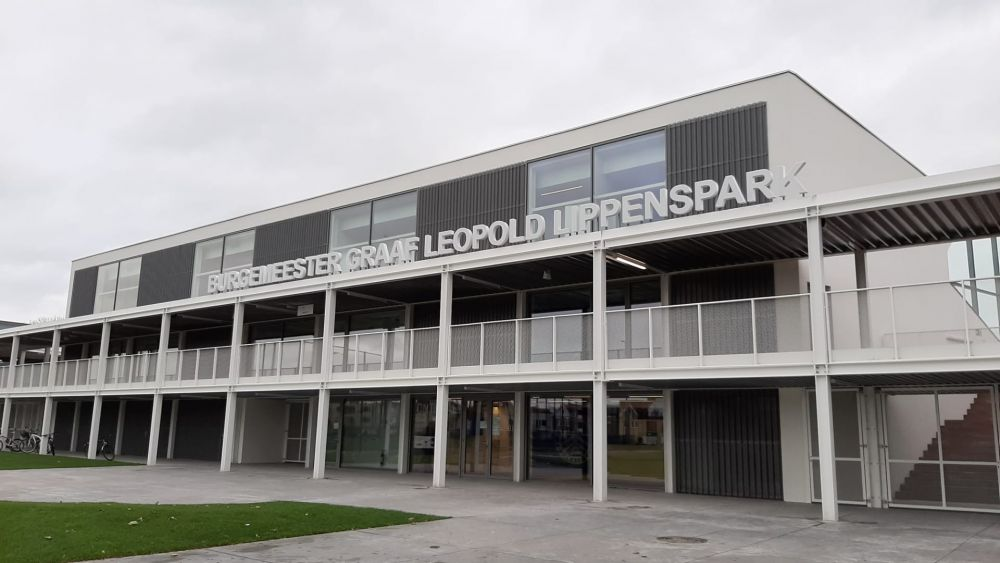
Het Burgemeester Graaf Leopold Lippens Park na de renovaties

Het Burgemeester Graaf Leopold Lippens Park (voorheen: Olivier Sportstadion) is een voetbalstadion in Knokke-Heist, België, dat plaats biedt aan 3.000 toeschouwers. De bespeler van het stadion is Knokke FC, dat speelt in de Eerste nationale.
Het stadion werd in 2019 gerenoveerd en hernoemd naar de huidige naam. Het stadion is vernoemd naar Leopold Lippens, die meer dan 40 jaar burgemeester was van Knokke-Heist. Lippens kwam in februari 2021 ten overlijden aan leukemie.